# 斯捷尼
49°54′54″N 23°34′13″E / 49.91500°N 23.57028°E
斯捷尼（烏克蘭語：Стені），是烏克蘭的村落，位於該國西部利沃夫州，由亞沃里夫區負責管轄，始建於1375年，面積0.12平方公里，海拔高度279米，2001年人口136，人口密度每平方公里1,133.33人。